# Jan Kliment
Jan Kliment (Jihlava, 1º settembre 1993) è un calciatore ceco, attaccante del Sigma Olomouc.

## Carriera

### Nazionale
Il 20 giugno 2015 segna una tripletta alla Serbia U21 nella partita valevole per l'Europeo Under-21 2015; la sua squadra vincerà la partita per 4-0. A fine competizione si laurea capocannoniere con 3 reti.
Il 25 marzo 2025 realizza la sua prima rete in nazionale maggiore nel successo per 0-4 in casa di Gibilterra.

## Palmarès

### Club

#### Competizioni nazionali
- Coppa di Danimarca: 1

Brøndby: 2017-2018
- Coppa della Repubblica Ceca: 1

Sigma Olomouc: 2024-2025

### Individuale
- Capocannoniere dell'Europeo U-21: 1

Repubblica Ceca 2015 (3 gol)